# Polymérisation par ouverture de cycle par métathèse
La polymérisation par ouverture de cycle par métathèse (ROMP, de l'anglais Ring-Opening Metathesis Polymerization) est une polymérisation par ouverture de cycle dans laquelle la polymérisation en chaîne résulte d'une métathèse des alcènes. C'est une réaction industriellement importante qui met en jeu des cycloalcènes à cycle contraint, tels que le norbornène et le cyclopentène, et pour laquelle un large éventail de catalyseurs est disponible. Le choix du solvant et d'éventuels substituants sur les monomères influencent également la masse moléculaire du polymère obtenu.
Les catalyseurs employés dans les réactions ROMP vont d'un simple mélange de chlorure de ruthénium(III) RuCl3 et d'éthanol CH3CH2OH jusqu'à des composés complexes tels que le catalyseur de Grubbs,. Ces catalyseurs opèrent essentiellement en formant des complexes métal–carbène, comme cela a été mis en évidence dès 1971 par Yves Chauvin (prix Nobel de chimie 2005) et son équipe,, ainsi que par un mécanisme aux hydrures. L'amorçage par carbène se fait de plusieurs façons : interactions avec le solvant, interactions avec les substituants, co-catalyseurs peuvent tous contribuer à la génération d'espèces réactives,,.
Le cycle catalytique ROMP requiert la présence d'un cycle contraint car la force motrice de la réaction est précisément la relaxation de cette contrainte. Lorsque le métal–carbène est formé, le carbène attaque la double liaison du cycle pour donner un intermédiaire métallocyclobutane très contraint. Le cycle s'ouvre alors pour amorcer la polymérisation : une chaîne linéaire liée au métal avec une double liaison avec une double liaison terminale. Le nouveau carbène réagit alors avec la double liaison du monomère suivant, propageant ainsi la réaction de polymérisation.
La polymérisation par ouverture de cycle par métathèse peut produire de nombreux composés pétrochimiques importants d'un point de vue industriel dans la mesure où elle permet de produire des polymères linéaires à partir de monomères bon marché ou encore des polymères pourvus de propriétés particulières justifiant leur éventuel surcoût par cette méthode. Ainsi, le trans-polyocténamère (polymère de métathèse du cyclooctène) et le polynorbornène dont d'importants matériaux produits par ce procédé, tandis que des polydicyclopentadiènes sont issus de réactions parallèles lors de la synthèse du polynorbornène.